# Matvéi Kanikovski
Matvéi Guennádiyevich Kanikovski (en ruso: Матвей Геннадиевич Каниковский; Moscú, 11 de noviembre de 2001) es un deportista ruso que compite en judo.
Ganó una medalla de oro en el Campeonato Mundial de Judo de 2025 y dos medallas en el Campeonato Europeo de Judo, en los años 2023 y 2024.

## Palmarés internacional
| Campeonato Mundial | Campeonato Mundial    | Campeonato Mundial | Campeonato Mundial |
| Año                | Lugar                 | Medalla            | Categoría          |
| ------------------ | --------------------- | ------------------ | ------------------ |
| 2025               | Budapest (Hungría)    | Medalla de oro     | –100 kg            |
| Campeonato Europeo |                       |                    |                    |
| Año                | Lugar                 | Medalla            | Categoría          |
| 2023               | Montpellier (Francia) | Medalla de bronce  | –100 kg            |
| 2024               | Zagreb (Croacia)      | Medalla de oro     | –100 kg            |